# Jacques Gagey (universitaire)
Pour les articles homonymes, voir Gagey et Jacques Gagey.
Jacques Gagey, né le 8 mars 1923 à Besançon et mort le 6 mars 2017 à Sens, est un philosophe et un psychanalyste, professeur de psychopathologie à l'université Censier-Paris VII. Il occupe une place importante dans la fondation de la psychologie clinique.
Jusqu'à son établissement à Paris dans les années 1960, il compte comme un militant socialiste notable dans sa région de Franche-Comté. À côté de son engagement le plus marquant dans le domaine de la psychologie clinique comme nouvelle discipline ouvrant la voie à l'enseignement de la psychanalyse à l'université, il est connu aussi pour ses travaux sur les relations entre le christianisme et la psychanalyse.

## Biographie
Il naît le 8 mars 1923 à Besançon dans une famille de 13 enfants, d'un père polytechnicien, chef d'escadron au 7e corps d'armée. Il suit parallèlement des études de mathématiques et de philosophie. Il se marie en 1945 ; le couple aura 9 enfants. « Issu de la bourgeoisie catholique (trois sœurs religieuses, un frère jésuite) », il sera « lui-même très lié à la vie de l’Église ».
Il devient professeur de philosophie aux écoles normales de Vesoul (1951) ; il est militant socialiste de Haute-Saône puis du Doubs, secrétaire de la fédération SFIO du Doubs (1960-1967), conseiller municipal de Vesoul (1953). Il est « élu conseiller municipal de Besançon sur la liste du député maire socialiste Jean Minjoz », puis adjoint au maire de Besançon.
Agrégé de philosophie, et docteur ès lettres, il publie en 1969 deux thèses : la première sur Gaston Bachelard ou la conversion à l’imaginaire (dédiée à Paul Ricœur), la seconde intitulée Analyse spectrale de la psychologie. Essais sur la structure épistémologique de la psychologie (dédiée à Juliette Favez-Boutonier). La thèse sur Bachelard témoigne de l'intérêt que Jacques Gagey portera toujours à l'épistémologie.
C'est en tant que professeur de psychopédagogie au centre régional de formation des professeurs de collèges, qui le fait participer à l’action du Bureau d’aide psychologique universitaire (BAPU), qu'il devient assistant de Juliette Favez-Boutonier à la Sorbonne en 1964. II s’installe dès lors avec sa famille à Paris (1966). Les événements de Mai 68 l'amènent  « à un “passage avec armes et bagages” à l’université pour diriger pendant dix ans la toute jeune UER de Sciences humaines cliniques » (Censier - Paris VII) comme professeur de psychopathologie, tout en ayant ouvert un cabinet de psychanalyste. Il prendra sa retraite de l'Université en 1991.
Il meurt le 6 mars 2017 à Sens, dans l'Yonne à l'âge de 93 ans.

### Famille
Il est le père de Marie-Ève Joël, Henri-Jérôme Gagey, Frédéric Gagey et Jacques Gagey.

## Psychologie clinique et psychanalyse
Dans les années 1960, la carrière enseignante de Jacques Gagey à l'Université est liée au projet de Juliette Favez-Boutonier de donner un statut à la psychologie clinique. Il est l'un de ses quatre assistants, les trois autres étant Claude Prévost, Pierre Fédida et Anne-Marie Rocheblave. Désormais psychanalyste, Gagey a reçu sa formation à la Société psychanalytique de Paris.

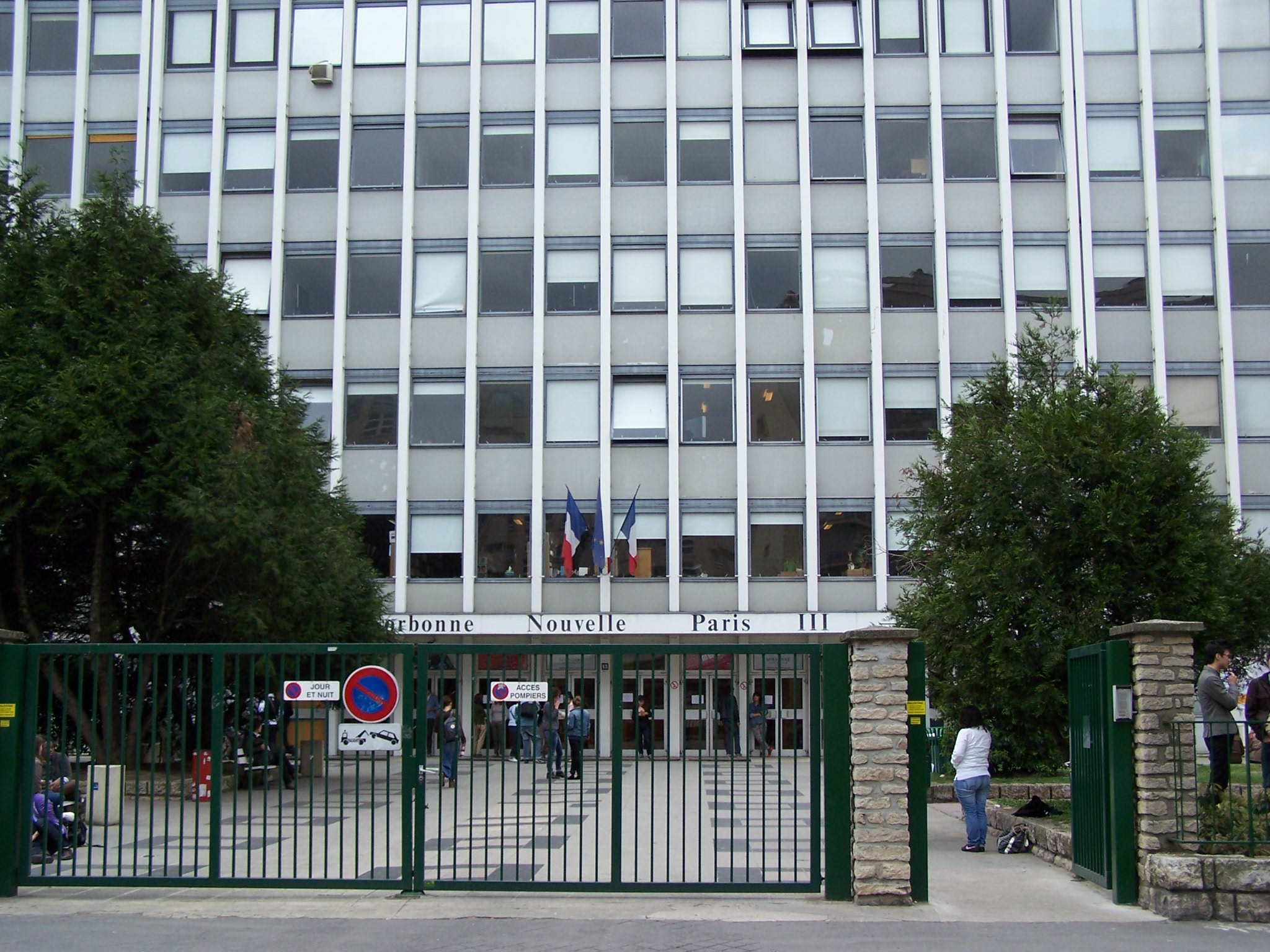
Façade du centre Censier où le Professeur Jacques Gagey enseigna la psychologie clinique.

Selon Élisabeth Roudinesco, la situation est paradoxale car « la voie ouverte à la psychanalyse sous l'étiquette de la psychologie devient la voie d'une implantation de la psychologie clinique ». La contestation en mai 1968 des étudiants, qui réclament une réforme des études de psychologie, va permettre à la psychologie clinique de  « s'implanter enfin à l'université comme savoir enseignable, sinon comme théorie ». Roudinesco rapporte un entretien qu'elle eut plus tard avec Jacques Gagey où celui-ci donne son opinion sur cette période : 

« Mon idée [...] était que la psychologie c'est la psychologie clinique et rien d'autre avec la psychanalyse derrière [...] La clinique psychopathologique est un lieu de rationalité. [...] J'avais aussi le sentiment que les sociétés psychanalytiques ne pouvaient plus résoudre  le problème de l'extension du nombre des thérapeutes. Il fallait sortir des sociétés psychanalytiques et gérer la psychanalyse, à travers la psychologie clinique, dans le cadre de la société contemporaine. »

— Jacques Gagey, entretien.
Dans le cadre de la loi d'orientation, le ministère « fabrique une UER de sciences humaines cliniques, dont l'intitulé paraît au journal officiel en décembre 1968 ». L'UER va choisir de se rattacher à Paris VII. Même si le mot « psychanalyse » ne figure pas au programme, « un enseignement de la clinique freudienne est prévu sous la bannière de la fameuse psychologie clinique ».
À la suite de Paul Arbousse-Bastide, puis de Jean Laplanche, Jacques Gagey sera directeur de l'UER « durant huit ans à partir de 1971 ».
Il fait partie du comité de rédaction de la revue Psychanalyse à l'université fondée par Jean Laplanche en 1975. Le premier numéro de la revue contient notamment un article de lui intitulé « La scientificité de la clinique ».

## Œuvres
Jacques Gagey est l'auteur de nombreux ouvrages, ses travaux les plus marquant concernent la psychologie clinique et les relations entre la psychologie et le christianisme.